# Fernando Sartorius
Fernando Sartorius y Álvarez de las Asturias-Bohorques (España, 12 de septiembre de 1923-Madrid, 13 de enero de 2023), conde de san Luis, fue un diplomático español. Ejerció como embajador de España en Finlandia, entre 1983 y 1988.

## Biografía
Hijo de los condes de San Luis. Tuvo nueve hermanos, Carmen, Rosa, Mauricio, Cristina, Pilar, Juan, Luis, Nicolás —político— y José. Era tío de la socialité Isabel Sartorius. Cuando tenía cincuenta años accedió al título de conde de San Luis y al vizcondado de Priego, que cedió a su hermano Mauricio en 2006.

### Carrera diplomática
Tras integrarse en la carrera diplomática, fue nombrado ministro plenipotenciario de segunda clase (2 de enero de 1979), y posteriormente embajador de España en Finlandia (1983-1988) Siendo embajador en Helsinki, se presentó un operario para realizar una mudanza en su casa y lo hizo de la siguiente forma: "Me llamo Camacho pero no tengo nada que ver con el comunista". Se refería a Marcelino Camacho, histórico líder de Comisiones Obreras. El embajador le respondió de la siguiente manera: "Yo me llamo Sartorius y sí tengo que ver con el comunista".
Falleció el 13 de enero de 2023, en Madrid, ocho meses antes de cumplir cien años.